# Šimkovy sady
Šimkovy sady (dříve Sady pionýrů) je název největšího parku v Hradci Králové, který je od jihu ohraničen Šimkovou ulicí, na východě Buzuluckou ulicí, na severu Pilnáčkovou ulicí a na západě ulici Akademika Bedrny. Vznikly v letech 1932–1935, přičemž v pozdějších letech byly několikrát rozšířeny a přebudovány.

## Popis parku
Tento park byl kdysi rozdělen Piletickým potokem na dvě části. Dnes jsou v něm dvě vodní plochy, jedna z nich má navíc umělý ostrůvek a záměrně členitější břeh. V parku je též na břehu největšího rybníka umělá vyvýšenina. Cestičky v parku jsou z většiny asfaltové a jsou navrženy tak, že návštěvníci mohou při svých procházkách zvolit 2 procházkové okruhy – kratší kolem největšího rybníka nebo delší kolem celého parku. V parku jsou dvě lávky pro pěší přes malý rybník a stejný počet mostků přes největší rybník. Sady jsou vroubené zbytkem zachovaných zelených hradebních valů někdejší hradecké pevnosti.

### Zajímavé dřeviny
V parku roste řada zajímavých dřevin včetně jedle nikkoské, která není nikde jinde ve městě. Mezi další jehličnany patří cypřišek hrachonosný kultivaru 'Squarossa', jedlovec kanadský, smrk ztepilý 'Barryi', smrk sivý, borovice Banksova, borovice pokroucená. Z listnatých stromů lze jmenovat jasan ztepilý ' Pendula' s převislými větvemi, jasan pensylvánský, jinan dvoulaločný, dřezovec trojtrnný, liliovník tulipánokvětý, morušovník bílý, střemcha obecná 'Colorata', střemcha pozdní, kaštanovník jedlý, dub uherský, dub bahenní. Zajímavostí je alej sloupovitého kultivaru dubu letního. Nedochovaly se nicméně nejvzácnější dřeviny – dvě borovice ohebné a starý exemplář dubu uherského – a také balzámové topoly podél bývalého koryta potoka.

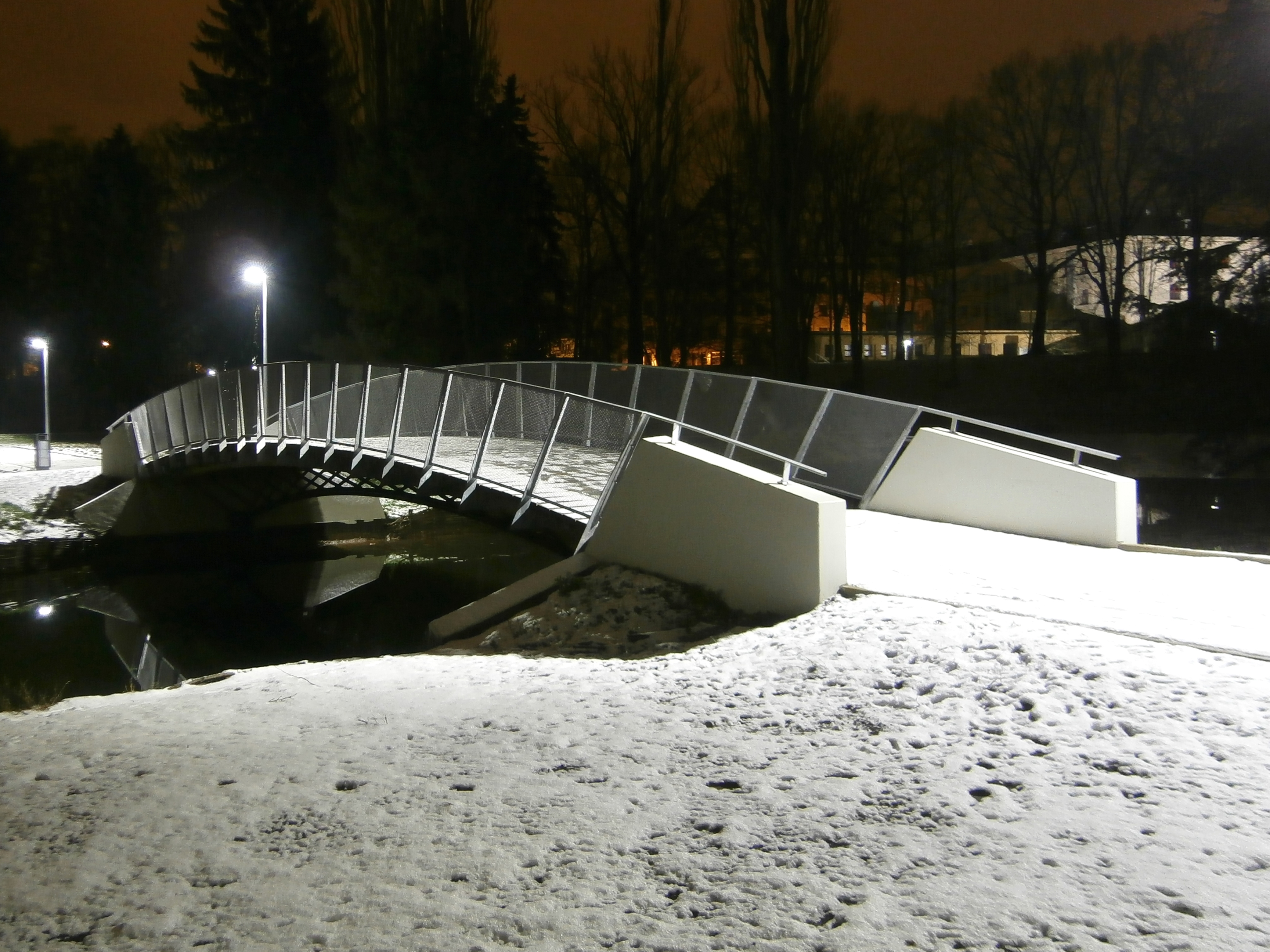
Lávka přes rybník

## Historie

### Vznik parku
Šimkovy sady byly založeny v letech 1932–1935 z podnětu městské spořitelny. Zásluhu na vzniku měl Ing. Karel Fridrich z městské stavební kanceláře. Práce na parku začala v prosinci 1932, zeleň byla vysazována od jara 1933. Park byl vytvořen podle regulačního plánu Josefa Gočára a návrhu Dr. Kamenického z Průhonic ve stylu anglického parku, tehdy pod názvem Herrmannovy sady, který obdržely na počest spisovatele a královéhradeckého rodáka Ignáta Herrmanna. Tenkrát jejich rozloha činila skoro 9 hektarů. Většina manuálních prací byla v režii tehdejších nezaměstnaných. Ti dostávali žebračenkv a zbytek mzdy jim byl vyplacen v penězích, které byly do městské pokladny opatřovány i dvoukorunovými srážkami z 55 Kč týdenní mzdy obecních metařek.
Ve 30. letech zde měl kiosek (bufet a šatna s příslušenstvím) Rudolf Mačát, jehož nájemné za rok 1938 činilo 1 000 Kč. Pronájem kiosku byl vždy prováděn veřejným nabídkovým řízením po 1 roce.

### Centrum propagandistických a době poplatných akcí
Od poloviny 40. let minulého století byly sady známým místem konání dožínkových slavností, ale lidé sem chodili mnohem dříve, neboť v zimě zde bylo vyhlášené kluziště, jež bylo provozováno v režii obce, která na něj velmi dbala, protože např. v roce 1938 byl rybářskému družstvu pronajat místní rybník na chov rybí násady, avšak pod tou podmínkou, že tímto pronájmem nesmí žádným způsobem utrpět provoz oblíbeného městského lidového kluziště. 12. července 1947 se zde v předvečer krajského sjezdu KSČ uskutečnila velká veselice. Na nedělním krajském sjezdu KSČ v Hradci Králové po mohutném průvodu královéhradeckými ulicemi promluvil ke shromážděným v Herrmannových sadech ministr sociální péče profesor Zdeněk Nejedlý. Obdobná akce byla i následujícího roku. V roce 1948 byl park přejmenován na Pionýrské sady. Pod tímto názvem byl nejvíce znám a mnozí starší obyvatelé ho nadále používají, když jdou „do Pionýrek“. Tehdy zde kromě dožínek probíhaly různé mírové manifestace (slavnosti míru a československo-sovětského přátelství), prvomájové oslavy, ale i řada koncertů, přehlídek zájmové umělecké činnosti a dalších kulturně-společenských podniků. Samozřejmostí byly běžecké a cyklistické závody.

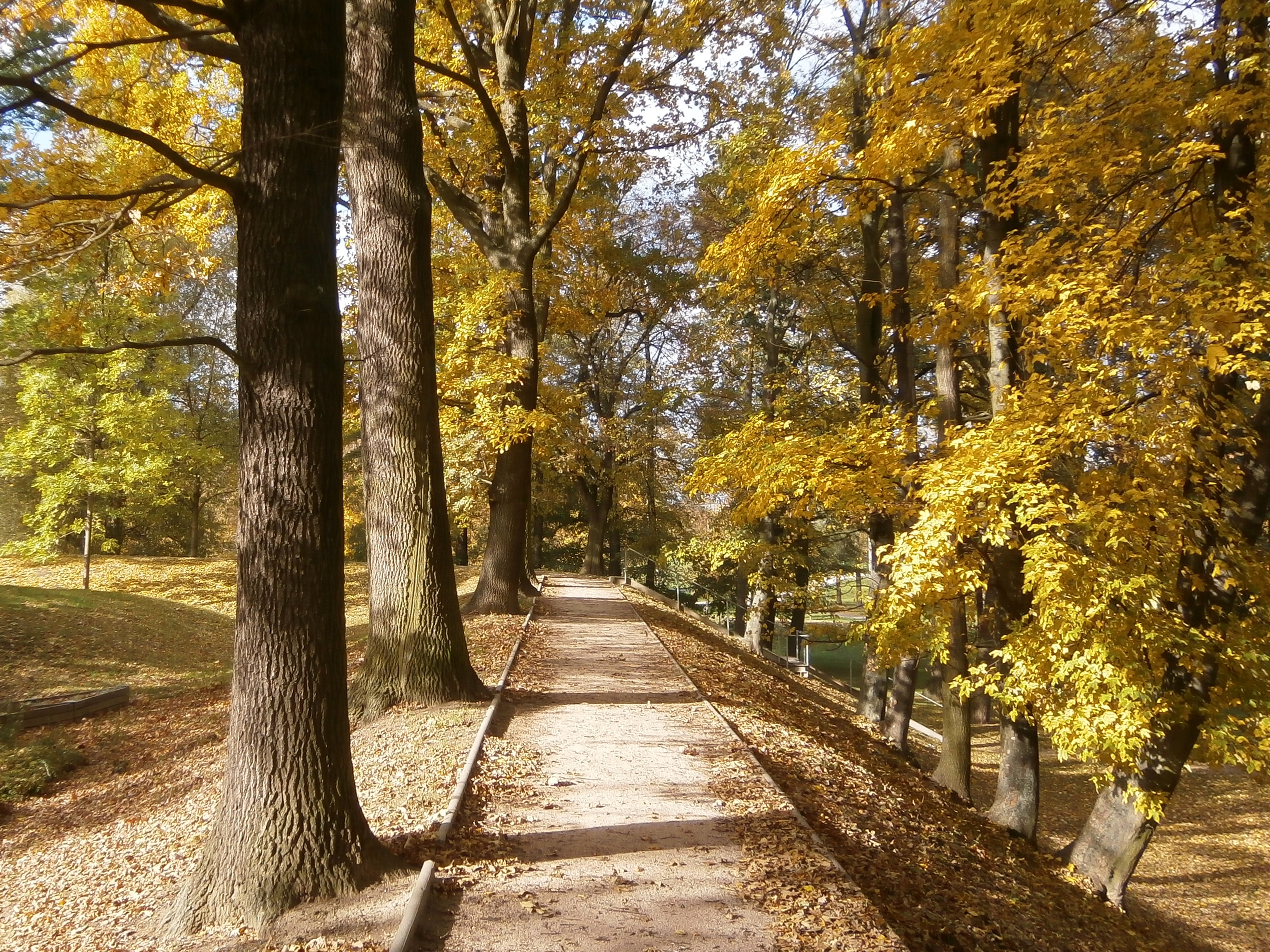
Zbytky pevnostních valů

### Vývoj a rozšiřování sadů
Druhá polovina 60. let byla ve znamení výstavby areálu Parku kultury a oddechu v Pionýrských sadech. Celá akce byla rozložena do několika etap, přičemž zahájení 2. etapy bylo podmíněno přeložením Piletického potoka z prostoru Pionýrských sadů směrem k Věkošům. Provedení této akce se předpokládalo v letech 1969–1970. Nejdůležitějším problémem této akce byla otázka jejího financování. Studie 1. etapy byla předložena v roce 1968. Staré rameno Piletického potoka bylo zahrnuto v roce 1970 a projektový úkol na vybudování přírodního areálu v Pionýrských sadech byl hotov následujícího roku.
V roce 1973 bylo rozhodnuto o tom, že sady dostanou nový kabát, protože již dávno přestaly být výstavním místem. Této akce se dobrovolně zúčastnily desítky občanů. O rok později bylo odbahněno zdejší jezírko a došlo k požáru pracovní buňky, který způsobil škodu 13 600 Kčs. Začátkem 80. let se objevil nápad rozšířit sady až za 2. silniční okruh až k železniční trati. Roku 1986 bylo zase rozhodnuto o zastřešení estrádního jeviště a hlediště.

### Polistopadová změna
Po roce 1990 se název sadů změnil potřetí, když park obdržel současné pojmenování. To obdržel po mladíkovi, hradeckém skautovi Karlu Šimkovi, který se zapojil do protifašistického odboje a byl zastřelen 30. dubna 1945 poblíž parku při ničení telefonního vedení pro německou posádku.

### Zkrachovalý projekt Nozomi
V roce 1995 byla městem projednávána urbanistická studie firmy Trigon nazvaná Šimkovy sady – areál dětí a mládeže. Roku 1996 začala výstavba střediska Nozomi. Jeho projekt zahrnoval tělocvičnu pro japonská bojová umění, čajovnu a restauraci, knihovnu a japonskou zahradu s domky čajového obřadu. Stejnojmenné nadaci však došly peníze a na místě zůstalo jen torzo z betonových základů a ocelových nosníků. 26. listopadu 1996 městské zastupitelstvo vyjádřilo znepokojení nad stavem studie inventarizace zeleně a kompozičního zhodnocení parku Šimkovy sady.

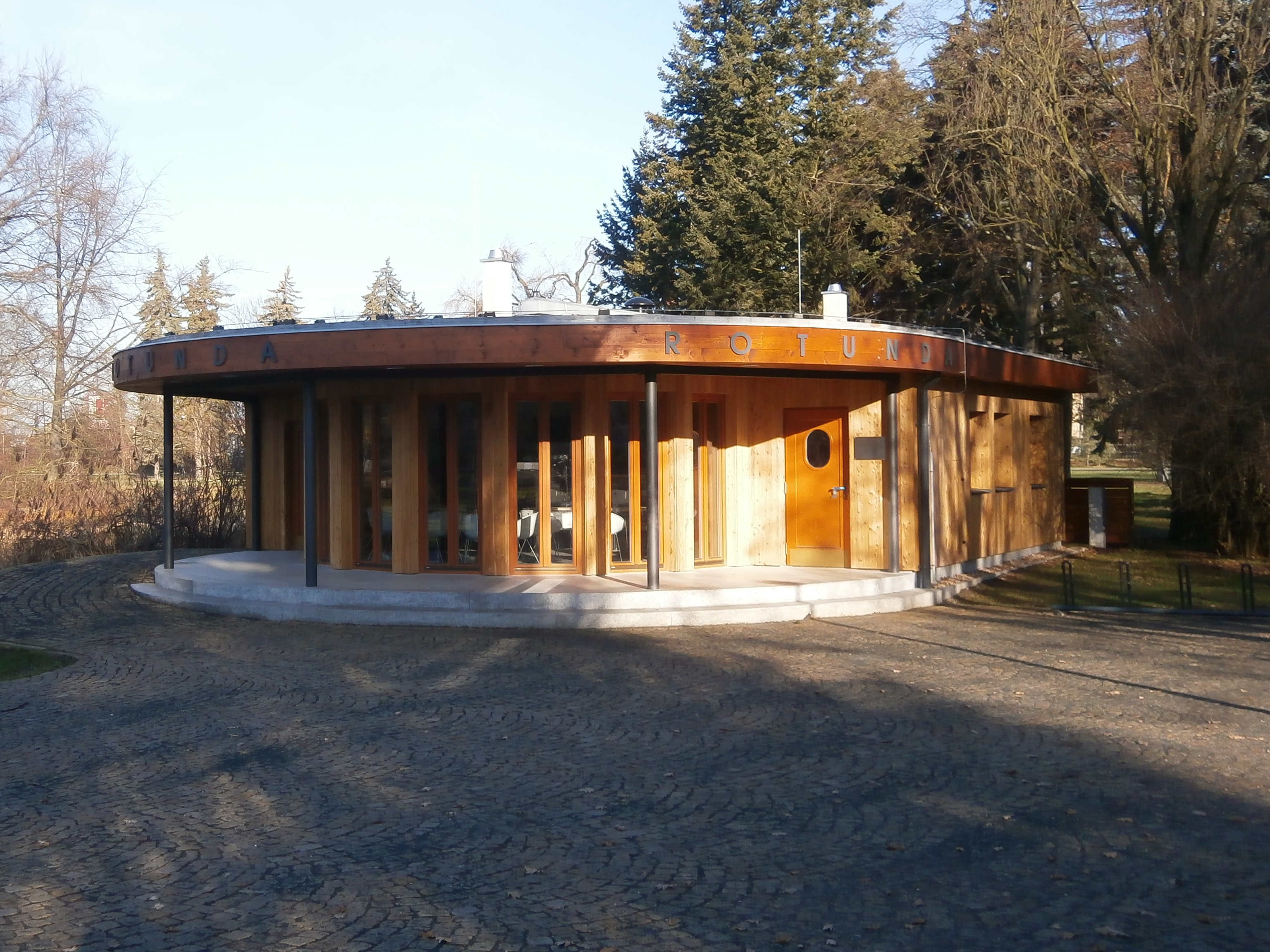
Rotunda

### Kompletní rekonstrukce parku
V roce 2004 byla zhotovena studie proveditelnosti revitalizace parku. Roku 2007 byla schválena výsadba protihlukového valu, kterou provedla firma Jan Lipenský – BOBR HK s.r.o., Sendražice. Zakázku na oplocení – pohledově oddělující stěnu získala naopak společnost BVS HK s.r.o. Téhož roku bylo upuštěno od gravitačního způsobu zásobení jezírek v Šimkových sadech vodou z Ornstových jezer přes Věkošskou svodnici a od gravitačního odtoku trubním řádem dále do řeky Labe. Protihluková prosklená ocelová konstrukce, kterou měla pokrývat zeleň, byla dokončena v roce 2008.
Na celkovou rekonstrukci celého parku došlo až v letech 2012–2014 podle projektu Ing. arch. Pavla Zadrobílka, který se inspiroval původní Gočárovou koncepcí. V jejím rámci byl odbahněn rybník, vybudován přítok a odtok z Labe, aby se v něm mohla čerpadly měnit voda. Vznikly též nové lávky, rybniční mola, nově zpevněné cesty, 2 nová dětská hřiště a nový háv získala také Rotunda, klubovna královéhradeckých skautů. Došlo i na nové výsadby a ve zvláštní zahradu se změnily prostory, kde kdysi mělo stát centrum Nozomi, jehož torzo bylo zakryto zeminou v prosinci 2006.